# Třída Mantilla
Třída Mantilla je třída oceánských hlídkových lodí pobřežní stráže Argentiny. Celkem bylo postaveno pět jednotek této třídy. Ve službě jsou od roku 1983.

## Pozadí vzniku
Objednány roku 1979. Španělskou loděnicí Empresa Nacional Bazán bylo postaveno celkem pět jednotek této třídy, které byly do služby přijaty v letech 1982–1983.
Jednotky třídy Mantilla:
| Jméno                          | Založení kýlu  | Spuštění na vodu | Vstup do služby    | Status  |
| ------------------------------ | -------------- | ---------------- | ------------------ | ------- |
| Doctor Manuel Mantilla (GC-24) | 16. února 1981 | 29. června 1981  | 20. prosince 1982  | aktivní |
| Azopardo (CG-25)               | 1. dubna 1981  | 14. října 1981   | 28. dubna 1983     | aktivní |
| Thompson (CG-26)               | únor 1981      | 7. prosince 1981 | 20. června 1983    | aktivní |
| Prefecto Fique (GC-27)         | září 1981      | 24. února 1982   | 20. července 1983  | aktivní |
| Prefecto Derbes (GC-28)        | listopad 1981  | 16. června 1982  | 20. listopadu 1983 | aktivní |

## Konstrukce

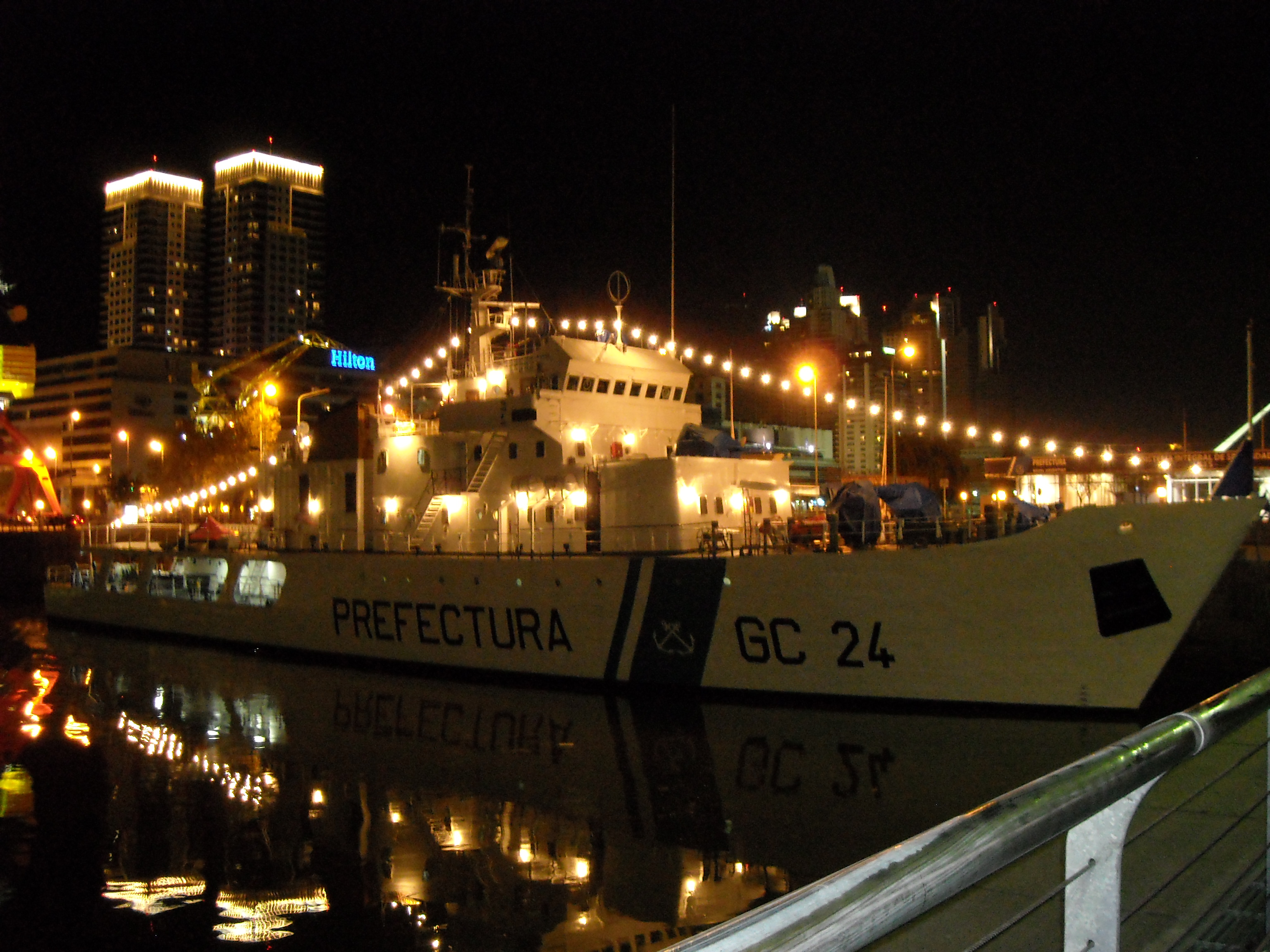
Mantilla (GC-24)

Plavidla mají ocelový trup a nástavby. Jsou vybavena navigačním radarem Decca 1226 a vyzbrojena jedením 40mm kanónem a dvěma 12,7mm kulomety. Na zádi se nachází přistávací plocha a hangár pro vrtulník. Původně nesly vrtulníky Aérospatiale Alouette III zapůjčené námořnictvem. Pohonný systém tvoří dva diesely Bazán-MTU 16V 956 TB91 o výkonu 9000 hp, pohánějící dva lodní šrouby se stavitelnými lopatkami. Nejvyšší rychlost dosahuje 21 uzlů. Dosah je 5000 námořních mil při rychlosti 18 uzlů.

### Modernizace
V letech 2014–2019 probíhal program modernizace třídy v argentinských loděnicích Tandanor v Buenos Aires. Modernizace má prodloužit životnost plavidel nejméně do roku 2040. Mimo jiné byly upraveny ubikace, aby v posádce mohly být ženy.

## Operační služba

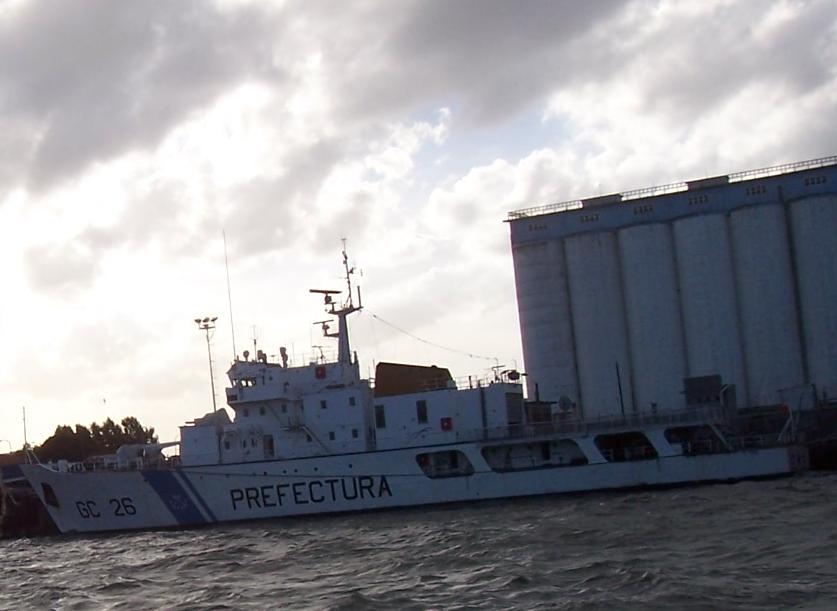
Thompson (CG-26)

Dne 14. března 2016 hlídková loď této třídy potopila čínský rybářský trawler Lu Yan Yuan Yu 010, který nelegálně lovil v argentinských vodách.